# Parafia św. Józefa Robotnika w Ścięgnach
Parafia św. Józefa Robotnika w Ścięgnach – parafia rzymskokatolicka w dekanacie Karpacz w diecezji legnickiej. 
Została erygowana 10 czerwca 1983. Jej proboszczem jest ks. Zenon Stoń.